# Dvakačovice
Dvakačovice – miejscowość i gmina (obec) w Czechach, w kraju pardubickim, w powiecie Chrudim. W 2022 roku liczyła 163 mieszkańców.